# Noelio Ramos Rodríguez
Noelio Ramos Rodríguez (1955, Guayos, provincia de Sancti Spíritus, Cuba) es un escritor cubano. Narrador, poeta, dramaturgo y director artístico. Ha desarrollado toda su obra en Guayos, a cuyo acontecer cultural se vincula desde la adolescencia. Ha sido catalogado como una de las voces más representativas de la poesía espirituana actual, especialmente de la décima, formato que utiliza en muchos de sus trabajos. 
Fundó en los primeros años de la década de los 80 el Proyecto Teatral "Humo de Yaba" del cual es su actual director y dramaturgo; y con el que ha llevado a escena una gran cantidad de obras de su autoría donde prima el género de comedia costumbrista y las obras infantiles. Ha obtenido varios premios y reconocimientos por el conjunto de su obra. 
Tiene publicado además Elcires Pérez por los caminos del héroe en cvoautoria con Héctor Cabrera Bernal, Variaciones del fuego, editorial montecallado, Entre piropos dichos y refranes, Ediciones Luminaria. Romper Cristales, editorial Capiro.  novela. Su poemario Entre piropos...fue reeditado por la Editorial Primigenios en 2021 y este propio año esta casa editora publicó las novelas "Quirubin", el de Changa y Uno por aquí y yo, en la pandilla del barrio. Se encuentra en proceso de reedición por Negrafica,  Chile, Romper cristales y en preparación la novela Las caras del Ángel. Entre los años 2002 y 2006 publicó los poemarios Al pan pan y al vino vino, Peldaños del viento y No todo en el bosque es orégano. Posee varias novelas y cuadernos de poesía en inéditos en proceso de preparación. P

## Obra
Cuadernos de Poesía

- Peldaños en el viento (2002)
- No todo en el bosque es Orégano (2004)
- Al pan pan y al vino vino (poesía)2006

.Elcire Pérez, por los caminos del héroe en coautoria con Héctor Cabrera Bernal (2017)
.Entre piropos, dichos y refranes (2017)
Todos bajo el sello Ediciones Luminaria.
.Romper cristales, novela (2018) Editorial Capiro.
.Variaciones del fuego, poesía (2019) Editorial Monte Callado.
.Reedición del cuaderno de poesía Entre piropos...y publicación de las novelas "Quirubin" el de Changa y Uno por aquí y yo en la pandilla del barrio, (2021) bajo el sello Primigenios de Miami.
Actualmente, e proceso de edición,  la novela Las caras del Ángel, y por la Editorial Negrafica de Chile, una nueva edición de Romper cristales. 
.
Tiene varios libros inéditos de poesía y narrativa. Parte de su obra ha sido antologada por editoras cubanas y extranjeras.
- Las cuerdas de mi laúd
- Todo el amor en décimas [1]
- Los dioses secretos (Editorial Benchomo, Islas Canarias, España)
- Punto de partida
- Vuelo de abejas